# Bolbitis semipinnatifida
Bolbitis semipinnatifida là một loài thực vật có mạch trong họ Lomariopsidaceae. Loài này được (Fée) Alston mô tả khoa học đầu tiên năm 1932.